# L'Homme des Baléares
Pour plus de détails, voir Fiche technique et Distribution.
L’Homme des Baléares est un film français muet d’André Hugon, sorti en 1925.

## Fiche technique
- Réalisation : André Hugon
- Pays : France
- Format : Noir et blanc - Muet

## Distribution
- Colette Darfeuil